# Mafiáni (film)
Mafiáni (v anglickém originále Goodfellas) je americký kriminální film z roku 1990. Režisérem filmu je Martin Scorsese. Hlavní role ve filmu ztvárnili Ray Liotta, Robert De Niro, Joe Pesci, Lorraine Bracco a Paul Sorvino. Film získal šest nominací na cenu Oscara, z toho jednu cenu získal v kategorii nejlepší mužský herecký výkon ve vedlejší roli (Pesci). Film získal pět Filmových cen Britské akademie, včetně ceny za nejlepší film a nejlepší režii.

## Obsazení
| Ray Liotta        | Henry Hill      |
| Robert De Niro    | James Conway    |
| Joe Pesci         | Tommy DeVito    |
| Lorraine Bracco   | Karen Hill      |
| Paul Sorvino      | Paul Cicero     |
| Frank Sivero      | Frankie Carbone |
| Frank Vincent     | Billy Batts     |
| Tony Darrow       | Sonny Bunz      |
| Samuel L. Jackson | Parnell Edwards |
| Debi Mazar        | Sandy           |
| Tobin Bell        | policista       |

## Ocenění a nominace
Joe Pesci byl za svou roli ve filmu oceněn Oscarem a byl nominován na Zlatý glóbus. Film byl oceněn pěti cenami BAFTA. Nicholas Pileggi a Martin Scorsese vyhráli v kategorii nejlepší scénář, Richard Bruno v kategorii nejlepší kostýmy, Thelma Schoonmaker v kategorii nejlepší střih, Martin Scorsese pak dostal ještě dvě ceny za nejlepší režii a nejlepší film (spolu s Irwinem Winklerem). Film dále získal pět nominací na Oscara (nejlepší film, herečka ve vedlejší roli, režie, scénář, střih), pět nominací na Zlatý glóbus (nejlepší drama, režie, herečka a herec ve vedlejší roli a scénář) a dvě ceny BAFTA (nejlepší herec a kamera).